# Роздолівська сільська рада (Бахмутський район)
| Роздолівська сільська рада — сільська рада в Бахмутському районі Донецької області з адміністративним центром у селі Роздолівка. Сільській раді підпорядковані населені пункти: - с. Роздолівка — населення 620 осіб; - с. Миколаївка — населення 43 особи; - с. Краснополівка — населення 33 особи. Загальна кількість населення становить 696 осіб. |

## Склад ради
Загальний склад ради: 12 депутатів. В результаті місцевих виборів 2010 р. 11 депутатів було обрано від Партії Регіонів, 1 депутат — шляхом самовисування. Голова сільради — Боровікова Оксана Василівна (безпартійна).

## Керівний склад сільської ради
| ПІБ                         | Основні відомості                                                    | Дата обрання | Дата звільнення |
| --------------------------- | -------------------------------------------------------------------- | ------------ | --------------- |
| Тарасенко Наталя Семенівна  | Сільський голова, 1952 року народження, освіта, член Партії регіонів | 26.03.2006   | 31.10.2010      |
| Боровікова Оксана Василівна | Сільський голова, 1972 року народження, освіта вища, позапартійна    | 31.10.2010   |                 |

Примітка: таблиця складена за даними джерела

## Історія
До 1975 року на території ради був розташований колгосп ім. Артема.
На той час в колгоспі була молочнотоварна ферма на 400 голів корів, ферма молодняка великої рогатої худоби на 700 голів, свинотоварна ферма на 600 голів, птахоферма, сад, городництво.
В 1975р з метою укрупнення колгосп ім. Артема об'єднали з сусіднім колгоспом ім. Горького.

## Стратегічна мета інвестиційного розвитку сільської ради
Пріоритетними галузями економіки, розвиток яких потребує залучення інвестицій, є : — сільське господарство, тваринництво.
Крім того, у соціальній сфері в першочерговому порядку капіталовкладення необхідні: для ремонту школи-садка, фельдшерських пунктів та благоустрою кладовища; на капітальні ремонти сільських доріг; на освітлення сільських вулиць в нічний час; на оформлення, упорядкування побутового звалища.